# Shake Shack

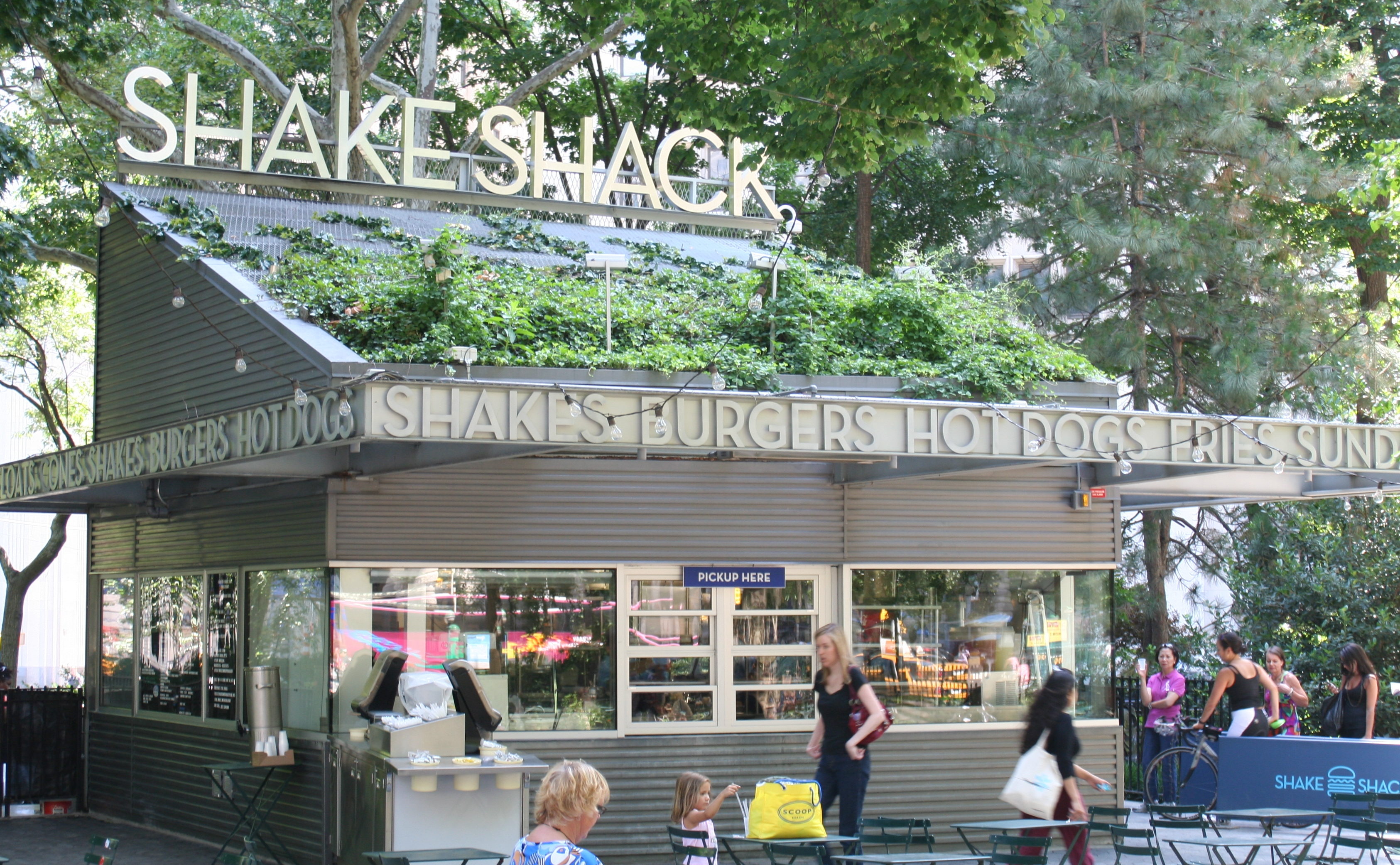
Lo Shake Shack originale nel parco di Madison Square

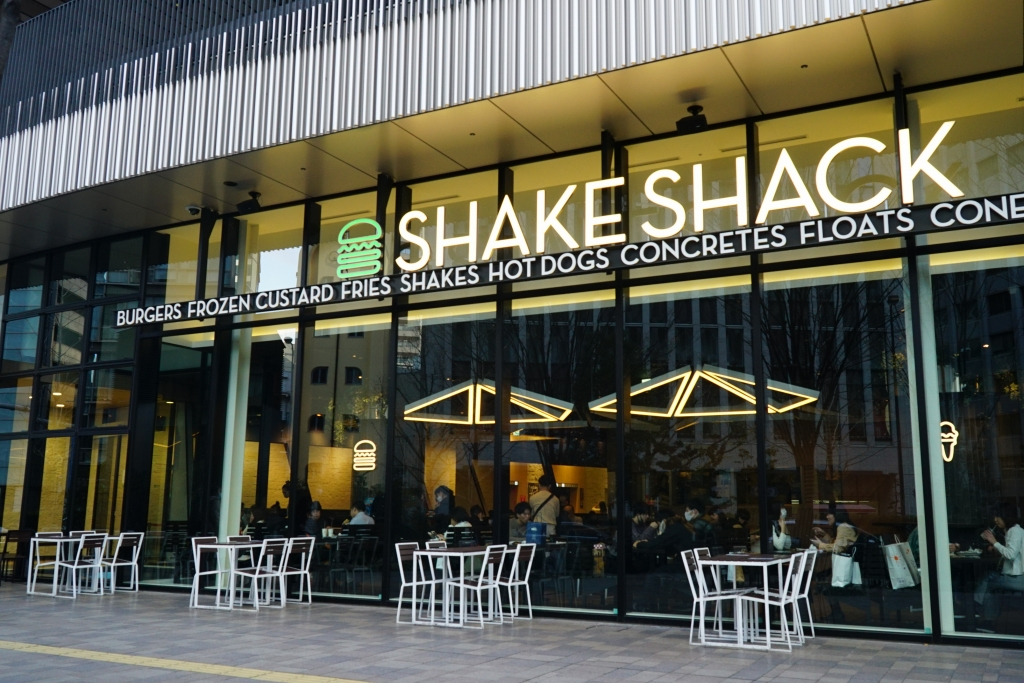
I negozi di Shake Shack nella città di Osaka, in Giappone.

Shake Shack è una catena di ristoranti fast food statunitense con sede a New York City. Ha iniziato nel 2004 con un "carretto"  a Madison Square Park offrendo hot dog in stile newyorkese.  Poi si è trasferito prendendo uno spazio nel parco offrendo nei menù anche hamburger, patatine fritte e frappé. La società afferma di usare solamente carne di vacca angus tutta al naturale  e che la sua carne è completamente libera da ormoni e antibiotici.